# Associació Esportiva Cornellà
L'Associació Esportiva Cornellà fou un club de voleibol femení de la ciutat de Cornellà de Llobregat de les dècades de 1970 i 1980. Inicialment s'anomenà CPAR Cornellà.

## Història
El CPAR Cornellà fou una entitat nascuda l'any 1973, que va disposar de seccions d'hoquei sobre patins, handbol, patinatge artístic o voleibol. L'any 1976 el Club Medina de Barcelona desaparegué i les jugadores de l'equip de voleibol femení contactaren amb el CPAR per crear una secció de voleibol dins l'entitat. L'equip disputava els seus partits al pavelló de Sant Ildefons.
La precarietat amb la que s'arribà a l'acord provocà que l'equip tingués força problemes per entrenar durant la seva primera temporada, fet que feu que finalitzés la competició de lliga en penúltima posició i disputés la promoció davant l'Universitario de Granada. L'equip català vencé, a Saragossa, per 3 a 0 i mantingué la categoria. Formaren la seva primera plantilla les següents jugadores:
- Maria Eugénia Ibáñez
- Marta Galcerán
- Milagros Martín
- Marina Sánchez
- Elisenda Merino
- Paquita Martín
- Manoli Garcia
- Elisabeth
- Teresa

- Entrenador: Claudio Morales

La temporada 1977-78 es produí un canvi a la banqueta, entrant Alejandro Gusano i Montse Santmartí en aquesta tasca, i una forta remodelació de l'equip. Al final de la temporada es finalitzà en segona posició a la lliga. La temporada 1978-79 l'equip finalitzà en tercera posició a la lliga i segon a la copa d'Espanya. La temporada 1979-80 l'equip es proclamà campió de lliga. També participà per primer cop en una competició europea, la Recopa d'Europa, on vencé el CV Lausanne, però fou eliminat pel Torre Tabita de Catània.
La temporada 1980-81 foren novament segones, mentre que a la primera participació del club a la Copa d'Europa foren eliminades pel Slavia UK de Bratislava. La temporada 1981-82 va ser la millor de l'equip. Accedí a la banqueta l'exjugadora Manoli Garcia Climent i el club acabà la temporada guanyant el doblet, lliga i copa. Durant la temporada canvià la denominació per AE Cornellà.
Malgrat els èxits esportius, el club patia problemes econòmics que posaven en perill la seva continuïtat. La tardor de 1982 s'arribà a un acord per incorporar-se al RCD Espanyol, adoptant els colors i l'escut del club blanc-i-blau, convertint-se en RCD Espanyol-Cornellà.

## Palmarès
- 2 Lligues espanyoles de voleibol femenina
  - 1979-80, 1981-82
- 1 Copa espanyola de voleibol femenina
  - 1982